# The Courage to Care
The Courage to Care (frei übersetzt Der Mut zur Fürsorge) ist ein US-amerikanischer Dokumentar-Kurzfilm von Robert H. Gardner aus dem Jahr 1985 mit und für den Gardner für einen Oscar nominiert war.

## Inhalt
Der Film hat Personen zum Inhalt, die während des Holocaust ihr Leben riskierten, um Juden zu helfen in dem Wissen, welche Folgen das für sie und ihre Familien nach sich ziehen würde, sollte ihr Tun aufgedeckt werden. Gezeigt werden Juden, die die Gräueltaten der Nazis überlebt haben sowie Menschen, die ihren jüdischen Mitbürgern geholfen haben. Der Film lenkt die Aufmerksamkeit auf die Frage, wie man in verzweifelten Situationen zu einer moralischen Entscheidung kommen könne. Die Geschichten der Interviewten tragen dazu bei, wertzuschätzen, wie hoch das Risiko derjenigen war, die halfen, und alles zu verlieren hatten, sollte herauskommen, dass sie halfen. Nicht nur war ihnen der Tod so gut wie sicher, auch ihre Familienangehörigen waren damit automatisch gebrandmarkt und in Gefahr. Gezeigt werden auch Einzelpersonen, die Juden in Frankreich, den Niederlanden und Polen retteten. 
Im Film wird darauf verwiesen, dass es enorm wichtig sei, die Ereignisse von 1933 bis 1945 festzuhalten, da die betroffenen Menschen langsam aussterben würden. Denn niemals dürfe sich so etwas wiederholen.

## Produktionsnotizen
Produziert wurde der Film von United Way und Productions Mutual of America, vertrieben durch den Holocaust-Gedenkrat der Vereinigten Staaten.
Carol Rittner schrieb ein gleichnamiges Buch als Begleitband zum Film, das die persönlichen Erzählungen derselben Personen, die im Film zu sehen sind, aber auch vieler anderer enthält.

## Auszeichnungen (Auswahl)
Academy Awards 1986
- Nominiert für den Oscar in der Kategorie „Bester Dokumentar-Kurzfilm“ Robert H. Gardner

News & Documentary Emmy Awards 1987 
- Gewinner Emmy in der Kategorie „Herausragende Einzelleistung in einem Handwerk: Regie“